# سکس و دختر مجرد (فیلم)
سکس و دختر مجرد (انگلیسی: Sex and the Single Girl) فیلمی کمدی به کارگردانی ریچارد کواین و با بازی تونی کرتیس، ناتالی وود و هنری فوندا است که در سال ۱۹۶۴ منتشر شد. فیلم بر اساس کتابی غیرداستانی به همین نام نوشته هلن گورلی براون ساخته شده‌است.

## موفقیت‌ها
فیلم در باکس آفیس موفق عمل کرد و یکی از ۲۰ فیلم با رشد بالا در سال ۱۹۶۴ بود.

## بازیگران
- تونی کرتیس
- ناتالی وود
- هنری فوندا
- لورن باکال
- مل فرر
- ویلیام جیمز بیسی
- ادوارد اورت هورتون
- هاوارد سنت. جان
- لسلی پریش
- مکس شووالتر
- اوتوی کروگر